# Veronica (media)
Veronica is sinds 1960 de naam van verschillende opeenvolgende radio- en televisiezenders. Hoewel de productnaam, het logo en het imago door de jaren heen weinig zijn veranderd, zijn de achterliggende zenders intrinsiek verschillend. In eerste instantie omdat de organisatie van status veranderde; van zeezender naar een publieke omroep naar een commerciële zender en in tweede instantie door een juridisch gevecht over de naamrechten waardoor de merknaam in handen van Vereniging Veronica los kwam te staan van de zender, waarna onder de naam Veronica een herstart werd gemaakt op andere zenders.
De afgelopen jaren was Veronica Magazine eigendom van SBS Nederland, dat onderdeel van het bedrijf Sanoma was. Radio Veronica was van 2003 tot 2016 in handen van de Sky Radio Group, die in 2016 met de 538 Groep gefuseerd is tot Talpa Radio. Het is de eerste keer sinds 2001 dat de radio- en de tv-zender van Veronica onder een dak vallen. Alleen de rechten van Veronica Magazine zijn achtergebleven bij Sanoma. 

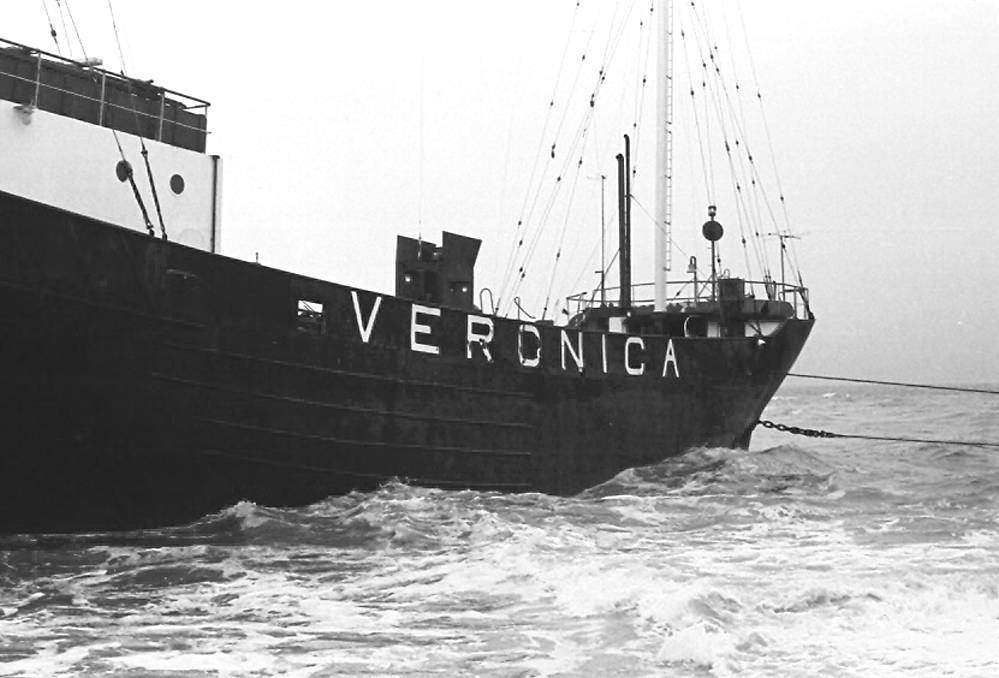
De Norderney in 1973.

## De zeezender Radio Veronica (1960-1974)
Veronica begon in 1960 als Radio Veronica, een zeezender die vanaf de Noordzee opereerde. De legaliteit van Radio Veronica werd sterk betwist, maar de zender wist te ontsnappen aan overheidsingrijpen door het schip buiten de Nederlandse territoriale wateren te verankeren.

## Van zeezender tot publieke omroep

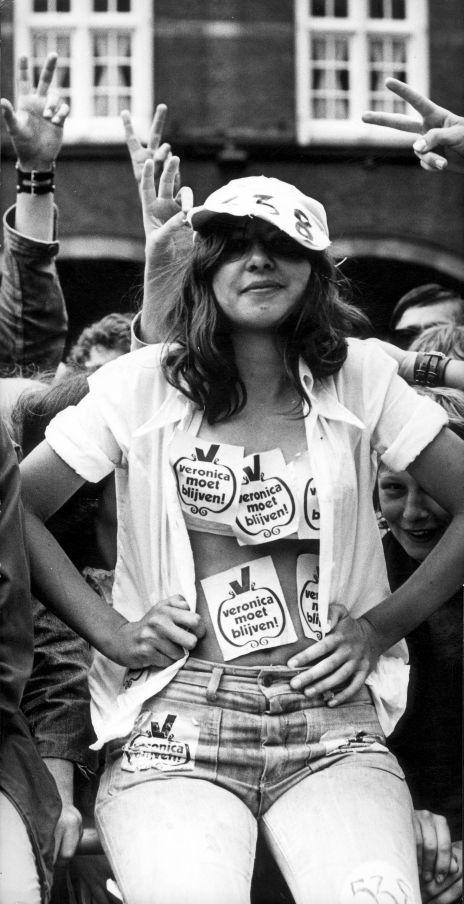
Meisje volgeplakt met 'Radio Veronica'-stickers tijdens een demonstratie op Binnenhof voor behoud van de radiozender.

Op 3 juni 1973 wordt de Veronica Omroep Stichting opgericht met als doel om op non-commerciële basis de Veronica-programma's te doen uitzenden op een vierde nationale radionet. Echter kort na de oprichting van de VOS laat het ministerie van CRM bij monde van Harry van Doorn weten: “Er is geen geld voor een vierde frequentie” en “het geven van zoveel zendtijd aan Veronica is onbillijk ten opzichte van de andere omroeporganisaties”. Ook met deze voor Veronica ongunstige uitspraak laat men zich nog niet uit het veld slaan, en wordt op 28 juni 1973 de Vereniging Veronica Omroep Organisatie opgericht, die als doelstelling heeft het verzorgen van radio- en televisieprogramma's zonder enige politieke en geestelijke voorkeur zoals vereist in Artikel 13 van de Omroepwet. Tegelijkertijd heeft de VOO als doelstelling het steunen van de VOS in haar streven tot het behouden van de Veronica-programma's.
Op 19 juli 1973 vraagt de VOS bij het ministerie van CRM een zendmachtiging aan als C-Omroep. Inmiddels zijn al ruim 125.000 mensen lid geworden van de VOS. Op 1 augustus 1973 vraagt ook de Veronica Omroep Organisatie een zendmachtiging aan als aspirant-omroep om een totaalprogramma te mogen uitzenden. Op 5 december 1973 geeft minister van Doorn een negatief advies inzake de aanvraag als publieke omroep. Op 19 december 1973 laat de Raad van Bestuur van de NOS weten dat volgens de NOS onmogelijk is om de Veronica-formule in te passen in het huidige omroepbestel. Op 22 januari 1974 worden met 49 stemmen tegen en 12 voor in de Eerste Kamer de zogenaamde Anti-Veronica-wetjes aangenomen, hetgeen indirect het einde betekent voor de zeezenders voor de Nederlandse kust.
Minister van Doorn laat op 12 februari 1974 aan het bestuur van de Veronica Omroep Stichting weten dat de VOS niet kan worden toegelaten als zendgemachtigde op de door de VOS voorgestelde vierde frequentie. De andere aanvraag, de aanvraag door de Veronica Omroep Organisatie om toegelaten te worden als zendgemachtigde als C-omroep blijft wel gehandhaafd, waarna er een onderzoek wordt gestart naar het aantal leden dat door de VOO is doorgegeven aan het ministerie van CRM. Op 19 juli 1974 om 21:00 uur maakt het ministerie van CRM bekend middels een door een bode aan de VOO verzonden brief, dat de VOO geen zendtijd verkrijgt als C-omroep per 1 oktober 1974. De aanvraag van de VOO moet worden getoetst aan de eisen gesteld in artikel 13 2e lid ten 3e en 4e (inhoud uitzendingen). Van de ruim 188.000 leden van Veronica bleek 68% niet bij de Dienst Omroepbijdragen te staan ingeschreven, die tellen dus niet mee als wettelijk lid.
Ook met deze uitspraak is Veronica het niet eens, en doet opnieuw een aanvraag als zendgemachtigde. Deze keer als aspirant-omroep. Om als aspirant-omroep een zendmachtiging te verkrijgen heeft de VOO volgens CRM wel voldoende leden. Op 12 augustus 1974 zet Staatssecretaris Van Hulten, van Verkeer en Waterstaat zijn handtekening onder het Koninklijk Besluit waarin de wijziging van de telegraaf- en telefoonwet wordt bekrachtigd die uitzendingen vanaf zee strafbaar maakt per 1 september 1974. De directie van Radio Veronica verneemt het nieuws uit een brief die enkele dagen later wordt bezorgd, gewoon per post. Er resten dan nog ruim 14 dagen voordat Radio Veronica gedwongen moet sluiten, en ruim 80 man personeel op straat komt te staan.
Op zaterdag 31 augustus 1974 is een groot deel van het Veronica-personeel aan boord van het zendschip Norderney om getuige te zijn van de laatste uren als zeezender. Vlak voor 18:00 uur spreekt Rob Out de legendarische zin “Bij het afscheid nemen van Veronica, sterft ook een beetje de democratie in Nederland. Dat spijt mij… voor Nederland”. uit, waarna nog twee coupletten van het Wilhelmus te horen zijn gevolgd door de Veronica-filler. Deze wordt abrupt onderbroken omdat hoofdtechnicus José van Groningen het zendkristal uit de zender verwijdert.
Radio Veronica is dood, maar achter de schermen gaat men gestaag door met het aanvragen voor een zendmachtiging als publieke omroep, want op 17 december 1974 vraagt men opnieuw een zendmachtiging als aspirant-omroep aan. Ondertussen blijven Rob Out, Lex Harding en tal van andere Veronica-medewerkers hun strijd voortzetten om toegelaten te worden tot het omroepbestel. Op de Noordzee ligt de Norderney nog steeds verankerd op haar plek voor de Scheveningse kust. Op 10 augustus 1975 geeft voormalig Veronica-directeur Bull Verwey dan ook opdracht om de meer dan 400 meter lange ankerketting binnen te halen, en het schip klaar te maken om naar de haven van Amsterdam te verslepen.
Intussen had de VOO bij de Raad van State bezwaar aangetekend tegen het afwijzen van de zendmachtiging door het ministerie van CRM. Op 28 augustus 1975 verklaart de Raad van State dat de afwijzing van de Veronica Omroep Organisatie zich niet verdraagt met artikel 14 van de omroepwet. Door het ministerie van CRM is niet afdoende aangetoond dat de uitzendingen van de VOO niet zouden voldoen aan de omroepwet. Als gevolg hiervan moet de minister van CRM, gelet op het aantal leden dat de VOO inmiddels heeft, de VOO de aspirant-status verlenen als publieke omroep. Per aangetekende brief krijgt de VOO op 2 september 1975 een zendmachtiging als aspirant-omroep met ingang van 1 januari 1976 om wekelijks drie uur radio en één uur televisie te gaan verzorgen.

## Veronica als publieke omroep (1976-1995)

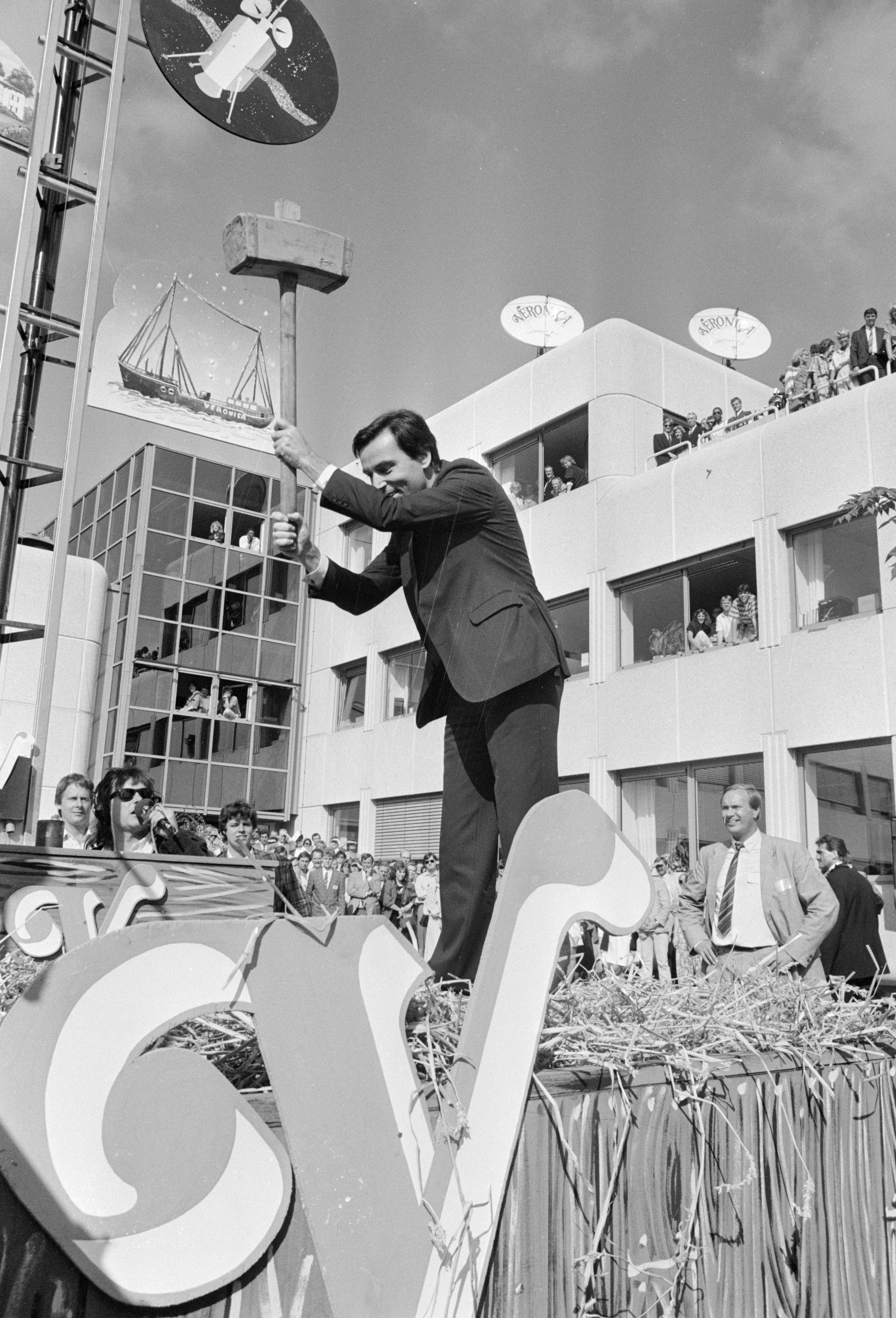
Minister Brinkman slaat op de "kop van Jut" tijdens de opening van de nieuwbouw voor omroep Veronica in Hilversum in 1987.

Op 28 december 1975 maakte de Veronica Omroep Organisatie haar allereerste uitzending als publieke omroep. Niet op Hilversum 1, 2 of 3, maar op Hilversum 4. Deze vierde radiofrequentie begon op deze dag met uitzenden. Opmerkelijk is het feit dat de voorloper van de Veronica Omroep Organisatie, de Veronica Omroep Stichting ruim anderhalf jaar eerder bij het ministerie van CRM een aanvraag had ingediend om op een vierde radiokanaal de uitzendingen van Veronica als legale omroep te laten voortbestaan als publieke omroep op non-commerciële basis. Het ministerie van CRM had toen laten weten hiervoor geen geld beschikbaar te hebben.
Op 21 april 1976 begint voor Veronica ook haar avontuur op televisie. Omdat de VOO maar een uur zendtijd per week op televisie beschikbaar heeft, heeft Rob Out enkele weken opgespaard, om zo een avondvullend programma op televisie te kunnen presenteren. Na deze eerste avond op televisie heeft de VOO 20.000 nieuwe leden kunnen noteren. Al snel na de eerste televisie-uitzendingen vraagt de VOO de C-status aan. Deze wordt echter afgewezen omdat de voorletters van de leden niet overeenkomen met de gegevens die de dienst Kijk- en luistergeld in haar bestanden heeft. Uit een steekproef van 711 mensen, die uit het bestand van de Dienst Luister- en Kijkgeld getrokken werd, blijken slechts 376 mensen op een juiste wijze bij een van de omroepen geregistreerd te staan.
Op 15 december 1976 dient de VOO een tweede aanvraag voor zendtijd als C-omroep in. Op 14 februari 1977 wordt ook deze tweede aanvraag op basis van artikel 13 2e lid ten 8e afgewezen (niet voldoende leden die als omroepkaart meetellen). Het ministerie van CRM was juist van plan om dit omstreden artikel uit de omroepwet te schrappen, en de verbijstering bij Veronica was dan ook groot omdat juist op grond van deze bepaling de aanvraag als C-omroep werd afgewezen.
Direct na deze afwijzing begon de grootste ledenwerfactie uit de geschiedenis van Veronica. De actie Boemerang moest op korte termijn voldoende leden bezorgen om als publieke omroep binnen het omroepbestel te kunnen blijven. Binnen een maand kunnen ruim 25.000 nieuwe leden worden bijgeschreven. Echter op 10 oktober 1977 wordt ook de tweede aanvraag voor de C-status door het ministerie van CRM afgewezen, en wederom op basis van steekproeven. Op 21 november 1977 dient Veronica voor de derde keer een aanvraag in om als C-omroep toegelaten te worden tot het omroepbestel, tevens maakt men de afwijzing als C-omroep aanhangig bij de Raad van State. Deze oordeelt op 15 september 1978 dat het weigeren van de C-status aan Veronica op basis van steekproeven en het feit dat leden met enkel de voornaam staan ingeschreven als lid bij Veronica, en met initialen bij de dienst Kijk- en Luistergeld niets met elkaar te maken hebben, en dat het ministerie van CRM op oneigenlijke gronden de C-status weigert te verlenen. Het ministerie van CRM dient de VOO alsnog toe te laten als C-omroep.
Het ministerie van CRM verleent deze C-status uiteindelijk op 13 oktober 1978, waarna de VOO wekelijks 13 uur radio- en 2,5 uur televisiezendtijd per week krijgt. In 1981 vraagt de VOO de B-status aan welke zonder noemenswaardige problemen in 1982 wordt verleend. In 1983 heeft de VOO de primeur dat de omroep het eerste bedrijf is in Nederland waar een personal computer wordt geïnstalleerd. In de jaren die daarop volgen blijft de omroep koploper op technologisch gebied. Intussen groeit de VOO gestaag door tot de grootste omroep van Nederland met ruim 1 miljoen leden. In juli 1987 behaalt de VOO als grootste omroep van Nederland (samen met de TROS) de dubbele A-status en viert dit met een grootse radio- en televisiemarathon.
Achter de schermen wordt volop gewerkt aan de ambities om 24 uur per dag op radio en televisie uit te zenden. In het diepste geheim werkt Lex Harding aan een plan om vanuit Luxemburg commerciële omroep mogelijk te maken in Nederland. Van deze plannen zijn alleen Rob Out en voorzitter Wout Bordewijk op de hoogte. De bedoeling is dat via RTL Veronique Veronica op een geschikt moment de publieke omroep zal verlaten om commercieel verder te gaan. Op basis van allerlei ingewikkelde constructies wordt door de VOO financiële steun verleend aan RTL Veronique. In deze periode stopt Lex Harding ook als dj op Radio 3 en presenteert op 12 mei 1989 zijn laatste Nederlandse Top 40 live vanaf Bonaire. Ook vertrekt Harding bij de VOO.
In dezelfde periode is ook Joop van den Ende bezig om een commerciële televisiezender op te richten (TV 10). In het diepste geheim voert Van den Ende eveneens gesprekken met RTL, dat in een eerder stadium met Veronica overeenstemming had bereikt over het oprichten van RTL Veronique. Omdat Van den Ende grote sterren zoals Henny Huisman en Jos Brink onder contract had staan, en Veronica in feite niets kon inbrengen omdat men in het geheim steun verleende aan het project, koos RTL voor verdere samenwerking met Van den Ende. Deze samenwerking werd bekendgemaakt kort na de start van RTL Veronique op 2 oktober 1989 en is ook de reden dat de zender al na ruim een half jaar (per eind april 1990) de naam wijzigde in RTL 4.
Intussen was bekend geworden dat Veronica in het diepste geheim steun had verleend aan RTL Veronique. Als gevolg hiervan besliste het Commissariaat voor de Media dat aan Veronica een zeer zware straf diende te worden opgelegd, namelijk het intrekken van zeven weken zendtijd op radio en televisie. Verder was binnen de VOO ook de positie van directeur Rob Out en voorzitter Wout Bordewijk ter discussie komen te staan. Deze hadden immers geweten van de geheime geldtransacties naar RTL en hadden steeds tegenover het voltallige Veronica-personeel verklaard dat het voor Veronica nog geen tijd was om commercieel verder te gaan. Bovendien had Out te kennen gegeven dat iedereen die Veronica zou verlaten om naar Veronique te gaan, niet meer hoefde te rekenen op een eventuele terugkeer bij Veronica. Alleen Lex Harding kon als radio directeur eind 1990 terugkeren naar Veronica, maar kreeg er geen hartelijk welkom door het Veronica-personeel.
In de zomer van 1991 onderzoeken de TROS en Veronica de mogelijkheden om als commerciële omroep samen verder te gaan. Dit naar aanleiding van het goedkeuren van de nieuwe zenderindeling door de NOS en het feit dat het kabinet vergaande plannen heeft om commerciële omroepen toe te laten als zendgemachtigden in 1992. Het onderzoek van de TROS en Veronica heeft als uitslag dat er op dat moment te weinig adverteerders zijn die een commerciële omroep levensvatbaar maken. Teleurgesteld in dit besluit van de VOO besluit Lex Harding Veronica definitief en voor de tweede keer te verlaten per 31 oktober 1992, samen met de helft van het Veronica Radio 3 dj-team (Erik de Zwart, Wessel van Diepen, Michael Pilarczyk) en Radio 2 presentatoren Kees Schilperoort en Will Luikinga het commerciële radiostation Radio 538 te starten.
Binnen de Veronica Omroep Organisatie is ook grote onrust ontstaan en dit leidt tot het gedwongen vertrek van Rob Out en Wout Bordewijk. Als vervanger van Rob Out wordt NOS-voorzitter Joop van der Reyden aangetrokken. Rob Out blijft vervolgens nog enkele jaren als adviseur aan Veronica verbonden, een functie die hij slechts op papier vervult, en eigenlijk is bedoeld als afkoopsom en behoud van zijn (zeer royale) omroeppensioen.
Ook onder het leiderschap van Van der Reyden blijft het streven bestaan om met Veronica commercieel verder te gaan. In eerste instantie zou dit gebeuren in een publiek-private samenwerking met de NOS (als vertegenwoordigster van de gezamenlijke publieke omroep). Echter al gauw werd besloten om niet met de NOS te gaan samenwerken maar met RTL. Samen met RTL zou dan de Holland Media Groep worden opgericht, en zou de VOO omgezet worden in een vereniging met leden. De merknaam Veronica zou in handen blijven van de vereniging maar de programmatitels kwamen in handen van de HMG waardoor het mogelijk was de naam Veronica commercieel te gaan gebruiken. Op donderdag 31 augustus 1995, precies 21 jaar na het stoppen van de zeezender, is de laatste dag van de VOO binnen het publieke omroepbestel met o.a. de laatste uitzending van Rinkeldekinkel tussen 17:00 en 18:00 uur op Radio 3 en televisie uitzendingen op Nederland 2. Per vrijdag 1 september 1995 verlaat Veronica het publieke omroepbestel om verder te gaan als commerciële omroep op radio en televisie.

## Het commerciële Veronica bij HMG (1995-2001)
Radio was voor Veronica een zeer belangrijke vorm van bestaan als commerciële omroep. De wortels van de omroep lagen immers bij het maken van radio, en in de afgelopen jaren had Veronica aangetoond dat men het vak van radiomaken niet was verleerd, en was de omroep vrijwel steeds de eerste die nieuwe ontwikkelingen en trends op het gebied van radiomaken introduceerde in Nederland. Een voorbeeld hiervan was Veronica Nieuwsradio. Als publieke omroep had Veronica op de nieuws- en actualiteitenzender Radio 1 de Amerikaanse manier van het verzorgen van nieuwsradio in Nederland geïntroduceerd. Middels korte maar volledige en snelle berichtgeving presenteerde Veronica Nieuwsradio de wereld in een half uur. Mede door Veronica Nieuwsradio is later het NOS Radio 1 Journaal vormgegeven.
Het commerciële Veronica startte maar liefst drie radiozenders: Hitradio Veronica dat gezien moest worden als voortzetting van de populaire programma's die Veronica op Radio 3 en als zeezender had verzorgd, Veronica Nieuwsradio (VNR) opgericht samen met Quote en het alternatieve muziekstation Kink FM dat was opgezet door Rob Stenders die het gelijknamige programma presenteerde op Radio 3 toen Veronica nog een publieke omroep was. Om Hitradio Veronica een optimale ontvangst te kunnen garanderen kocht de Vereniging Veronica de middengolffrequentie 1224 van de zender Holland FM.

## Veronica Nieuwsradio
Veronica Nieuwsradio was samen met Maarten van den Biggelaar, van Quote Media Beheer BV opgezet, en was meteen bij de start van de zender de enige concurrent van het pas gestarte NOS Radio 1 Journaal. Omdat Veronica als publieke omroep sinds het bereiken van de A-Status alle radioprogramma's in eigen studio's maakte in haar pand aan het Laapersveld, kon men direct zonder veel aanpassingen beginnen met het maken van radio op het commerciële Veronica. De studio die tot voor kort gebruikt werd voor het op Radio 1 uitgezonden programma Veronica Nieuwsradio, De wereld binnen een half uur werd gebruikt voor Veronica Nieuws Radio. Al snel na de start van VNR op 15 oktober 1995 bleek dat aandeelhouder Van den Biggelaar gemaakte afspraken niet nakwam. Quote Media Beheer was eigenaar van de frequentie waarop Veronica Nieuws Radio werd uitgezonden, en Veronica bracht de kennis en ervaring in die men had opgedaan als publieke omroep.
Maar de frequentie, 1395 kHz, ondervond in de avonduren veel overlast van de Albanese zender "Radio Tirana", die op dezelfde frequentie uitzond. Doordat Quote gemaakte (financiële) afspraken niet nakwam met de Vereniging Veronica en alle kosten om de zender in de lucht te houden gedekt werden door de Vereniging Veronica, leed deze fors verlies. Door VNR werden sommige diensten zelfs een jaar vooruitbetaald. In het korte bestaan van Veronica Nieuws Radio is er door de Vereniging Veronica ruim negen miljoen gulden geïnvesteerd, terwijl aandeelhouder Van den Biggelaar zijn financiële verplichtingen niet nakwam. Doordat de frequentie waarop Veronica Nieuwsradio uitzond niet in handen was van Veronica, maar in handen van Quote welke de financiële verplichtingen niet nakwam bleef het aanvragen van het faillissement van het zelfstandige Veronica Nieuwsradio. Na het faillissement was de frustratie onder de medewerkers en bij de vereniging Veronica zelfs zo groot dat deze geen heil zagen in een eventuele doorstart van de zender. Uiteindelijk is de frequentie van VNR verkocht aan TalkRadio.

## Kink FM
Ook het alternatieve popstation Kink FM heeft geen lang bestaansrecht gehad onder de HMG-vlag. Het station had geen etherfrequentie en was derhalve voor de HMG niet rendabel omdat het te weinig adverteerders trok. Op 2 december 1996 wordt het station dan ook onder grote druk van de aandeelhouders afgestoten maar geadopteerd door de Vereniging Veronica die met Kink FM de traditie voortzet van rebelse en vooruitstrevende radio. Als gevolg hiervan verhuist het station naar een studio in Amsterdam om na enkele jaren, nadat Veronica de HMG heeft verlaten samen met Radio Veronica terug te keren in de voormalige AVRO-studio in Hilversum, waarna het station na de samenwerking met Sky Radio in 2003 verhuist naar een nieuwe studio in het Audiocentrum op het Mediapark. Op 1 oktober 2011 heeft Veronica de stekker uit Kink FM getrokken, en werden de internetstreams van de zender overgenomen door Pinguin Radio, een initiatief van voormalige Kink FM-medewerkers.

## Hitradio Veronica / Veronica[FM]
Hitradio Veronica heeft vanaf de start per 1 september 1995 een moeizaam bestaan geleid. Hoewel de populaire diskjockeys van Veronica Radio 3 waren meeverhuisd naar de nieuwe zender, viel het aantal luisteraars flink tegen. De belangrijkste reden hiervoor was dat in tegenstelling tot concurrenten Radio 3FM en Radio 538, Hitradio Veronica géén FM-frequentie had. Zij zond enkel uit via kwalitatief minder goede AM-frequenties; de 1224 en de 828 Khz en de kabel. Ook verlieten eind 1997 een aantal populaire diskjockeys het radiostation en keerden terug naar de publieke omroep en Radio 3FM, zoals Edwin Evers (naar de KRO) en Edwin Diergaarde (naar de TROS).
Vanaf 1 januari 1998 krijgt de radiozender een aantal kleine FM-frequenties toegewezen. Hitradio Veronica wordt hernoemd tot Veronica FM en daarmee stijgt ook het aantal luisteraars. Zij blijft echter een kleine speler op de radiomarkt.

## Televisie
Hoewel Veronica ooit was begonnen als commerciële radio-omroep op zee, en radio lange tijd het belangrijkste medium was van de omroep, en pas in 1976 begon met het maken van televisie, was televisie in 1995 toen Veronica commercieel ging de belangrijkste inkomstenbron. Televisiezender Veronica bracht naast enkele vertrouwde programma's die de VOO ook al uitzond als publieke omroep ook veel nieuwe programma's, en groeide uit tot het winstgevendste televisiestation van de HMG.
Door onenigheden stapte de Vereniging Veronica, die de naam Veronica en het omroepblad Veronica Magazine in handen had, in 2000 uit HMG. Hierdoor hield de Holland Media Groep alle rechten op de televisiezender Veronica en Hitradio Veronica maar bleef de naam eigendom van de Vereniging Veronica. Er werd overeengekomen dat de HMG de naam Veronica nog ruim een jaar lang mocht gebruiken. Eerst werd besloten de naam Me te gebruiken voor de zenders, maar dit werd met succes juridisch aangevochten door kledingketen WE. Uiteindelijk werd de naam Yorin gekozen en op 2 april 2001 werden de televisie- en radiozender Veronica en Veronica FM omgedoopt tot Yorin en Yorin FM.

## Verdwijning en terugkeer van Veronica (2001-2003)
Lang was het lot van de Vereniging Veronica onzeker omdat ze naast de naamrechten en het Veronica Magazine geen zender meer hadden waarop kon worden uitgezonden. Uiteindelijk volgde in 2002 een samenwerking met MTV Networks Benelux waardoor uitzendingen op de zenders van MTV Networks mogelijk werden. Veronica begon met wekelijks try-outs op de MTV Networks-zender TMF. Op 27 mei werd de frequentie verhoogd naar eenmaal per dag. Vanaf dat moment werd elke avond het programma Kink TV uitgezonden. Vanaf 1 september was Veronica 's avonds te zien op het nieuwe tv-kanaal opgestart waarop overdag Kindernet (het huidige Nickelodeon) uitzond. Op het logo na hadden deze uitzendingen echter weinig weg van het populaire Veronica en waren marktaandelen van 0,1 % geen uitzondering.

## Een nieuw Veronica bij SBS (2003-heden)
In september 2003 ging de televisietak van de Vereniging Veronica deel uitmaken van het SBS Broadcasting-concern en werd de zender V8 omgezet in het huidige Veronica. Ook het zeer populaire verenigingsblad werd ondergebracht in SBS Broadcasting. In ruil verkreeg de Vereniging Veronica 10% van de aandelen in SBS Broadcasting, die ze later weer heeft verkocht. Sky Radio is de eigenaar van de radiozender, waar Veronica een aandeel van 10% heeft, naast het 28% aandeel van Telegraaf Media Groep.
In 2017 nam Talpa alle aandelen van SBS over en tevens de radiozenders van SKY, waardoor Veronica tv en radio voor het eerst sinds 2003 weer onder een dak opereren. Talpa liet merken flink te willen investeren in zowel de tv- en radiozenders. Enkele namen die worden binnengehaald zijn het programma VI (met Wilfred Genee, Johan Derksen en René van der Gijp) en De Mols eigen zoon Johnny de Mol.
Veronica deelt een commercieel landelijk tv-kanaal met Disney XD (Nederland/Vlaanderen).

## De Vereniging Veronica vanaf eind 2005
Eind 2005 werd het belang van de Vereniging Veronica in SBS Broadcasting BV verkocht, omdat het internationale SBS overgenomen werd door ProSiebenSat.1 Media. SBS Broadcasting BV mag echter wel gebruik blijven maken van de naam Veronica voor het Magazine en Televisie.
Tegenwoordig heeft de Vereniging Veronica twee takken: een profit-tak (V-Ventures BV) en een non-profit tak (Veronica Story Holding). V-Academy en Veronica Story vallen onder de non-profit tak. V-Academy (waarin Veronica Radioschool en Veronica Filmschool in zijn opgegaan) richtte zich op mediatalent, maar is in 2012 gestopt met z'n activiteiten. Ook het voormalige V-Radio, de opleidingszender, viel onder V-Academy. V-Ventures had tot oktober 2015  de rechten van het alternatieve radiostation Kink FM, al is dat alleen in naam aangezien deze zender op 1 oktober 2011 gestopt is. De naamrechten zijn inmiddels overgedragen aan Jan Hoogesteijn, oprichter van het eerste uur van Kink FM. 
Actieve takken van V-Ventures zijn nu nog Algemeen Nederlands Persbureau (ANP) en het (meerderheids)belang in ThePostOnline. Daarnaast heeft V-Ventures heeft het via V-Medialab (minderheids)belangen in nieuwe mediabedrijven waaronder de muziektelevisiev-zender Xite, Cloudspeakers, New Music Labs, Dutch Creative Industry Fund en de weekkrant Den Haag Centraal. V-Ventures had tot 21 januari 2016 ook een belang van 10 % in Sky Radio Group (Sienna Holding NV) waar Sky Radio, Radio Veronica en Classic FM onder vallen. Daarnaast richt de non-profit tak van de Vereniging zich op het vastleggen van de Veronicageschiedenis op Veronica Story. Yoeri Albrecht (de inhoudelijk directeur van de Amsterdamse De Balie), is de huidige voorzitter van Vereniging Veronica.

### Belang in NRC Media
NRC Media werd in maart 2014 door eigenaar Egeria in de verkoop gedaan. Begin februari 2015 werd bekend dat het Vlaamse Mediahuis de nieuwe eigenaar is geworden. De overnamesom ligt tussen de 90 en 95 miljoen euro, waarvan Mediahuis ongeveer een derde betaalt, een derde wordt geleend bij ABN Amro en verder betalen de Stichting Democratie en Media en de investeringsmaatschappij van de Vereniging Veronica mee.

## Terugkeer naar het publieke bestel?
Op 8 oktober 2012 schreef nieuwssite NU.nl dat de vereniging momenteel in gesprek is met enkele publieke omroepen. In enkele GPD-kranten wordt zelfs gesproken over mogelijke fusies tussen Veronica en de publieke omroepen. Voorzitter Albrecht zegt echter dat de berichtgeving 'zwaar overdreven' is en dat de vereniging geen strategie heeft om terug te keren in het publieke bestel, maar dat er wel gesproken wordt met de omroepen.